# 陕西绣球
陕西绣球（学名：Hydrangea hypoglauca var. giraldii）为绣球花科绣球属下白背绣球（Hydrangea hypoglauca）的一个变种。

## 扩展阅读
- 維基物種上的相關：陕西绣球